# Teodor d'Antioquia (filòsof)
Teodor d'Antioquia (en llatí Theodorus, en grec antic  Θεόδωρος) era un filòsof, traductor del siríac al llatí i metge d'Antioquia del segle xiii. Pertanyent a l'Església siríaca jacobita, va estudiar durant molt temps a Mossul a finals del segle xii i va viure al final de la seva vida a la cort del rei Frederic Hohenstaufen.

## Biografia
Va ser un intel·lectual àrab cristià que va viure a l'Antioquia de Síria a principis del segle xiii. Destacà en els seus estudis d'astrologia i alquímia, i va tenir un especial interès en la medicina que li va donar prestigui per merèixer la fama del gran mestre en la seva terra natal.

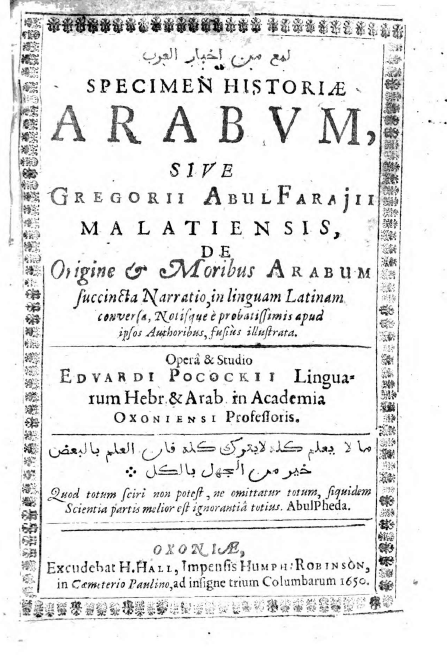
El text de Barebreo sobre la Dinastia àrab amb biografia i notes sobre Teodor d'Antioquia.

La seva fama va travessar la frontera siriana i finalment va arribar a la cort de Frederic II Hohenstaufen, el 1230, on va ser nomenat assessor natural del rei, amb les funcions d'astròleg, endeví i metge; el seu càrrec de conseller va ser substituït per de Miquel Scot, un cop mort.
Entre els seus treballs com a conseller, va escriure un tractat dedicat a Frederic II sobre higiene personal i de la cura de la persona, ja que sovint propinava envasos de medicaments amb violetes confitades, tant al rei com a Pier della Vigna. A l'Edat mitjana descriure la higiene personal era un greu atemptat a la hipocresia i la moral tan que el Mestre Teodor la va recollir en una obra atribuïda a Aristòtil.
Per al seu coneixement de llengües, i especialment de la llengua àrab, se li va confiar càrrecs polítics i diplomàtics importants, incloent l'intercanvi de cartes amb el sultà de Tunis. La tasca va ser encomanada per Frederic II, 10 de febrer de 1240 amb una lletra "ut scriba in lictera arabica", en la qual el rei va escriure:
Per la seva presència a la cort, i pels seus serveis al rei i als seus treballs, se li va donar un feu a Sicília. Condemnat i perseguit per haver abandonat la cort reial, va morir suicidant-se en vaixell, en un intent d'escapar i tornar a Antioquia.

## Els comentaris d'Averrois

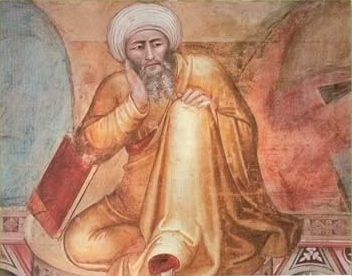
L'àrab Averroes escriptor de comentaris sobre Aristòtil.

Els comentaris d'Averrois sobre l'obra De anima d'Aristòtil. Es van traduir, en caràcters aràbics sobre 28 títols en 35 comentaris total, seguit de la llengua àrab al llatí, foren traduïdes a només 15 títols dels comentaris, durant el segle xiii. D'aquests, el comentari a la Física, el títol 11è Metereologica (traduït per Miquel Scot) ; 15 a la Metafísica, amb el seu Prefaci de la Física, traduït per Teodor d'Antioquia.
Després va traduir 19 comentaris de la llengua hebrea. D'aquests, Epitomo di Fisica va ser traduït per Scotus, i els seus Minus Proemium traduït per Teodor d'Antioquia i per Mantinus, publicat sobre el 1575. A més, en els textos es mostra també;
- les traduccions d'Aristòtil
- la paràfrasi d'Aristòtil
- els textos en àrab de Alfarabi, Avicenna i Avempace

## La traducció de Moamin

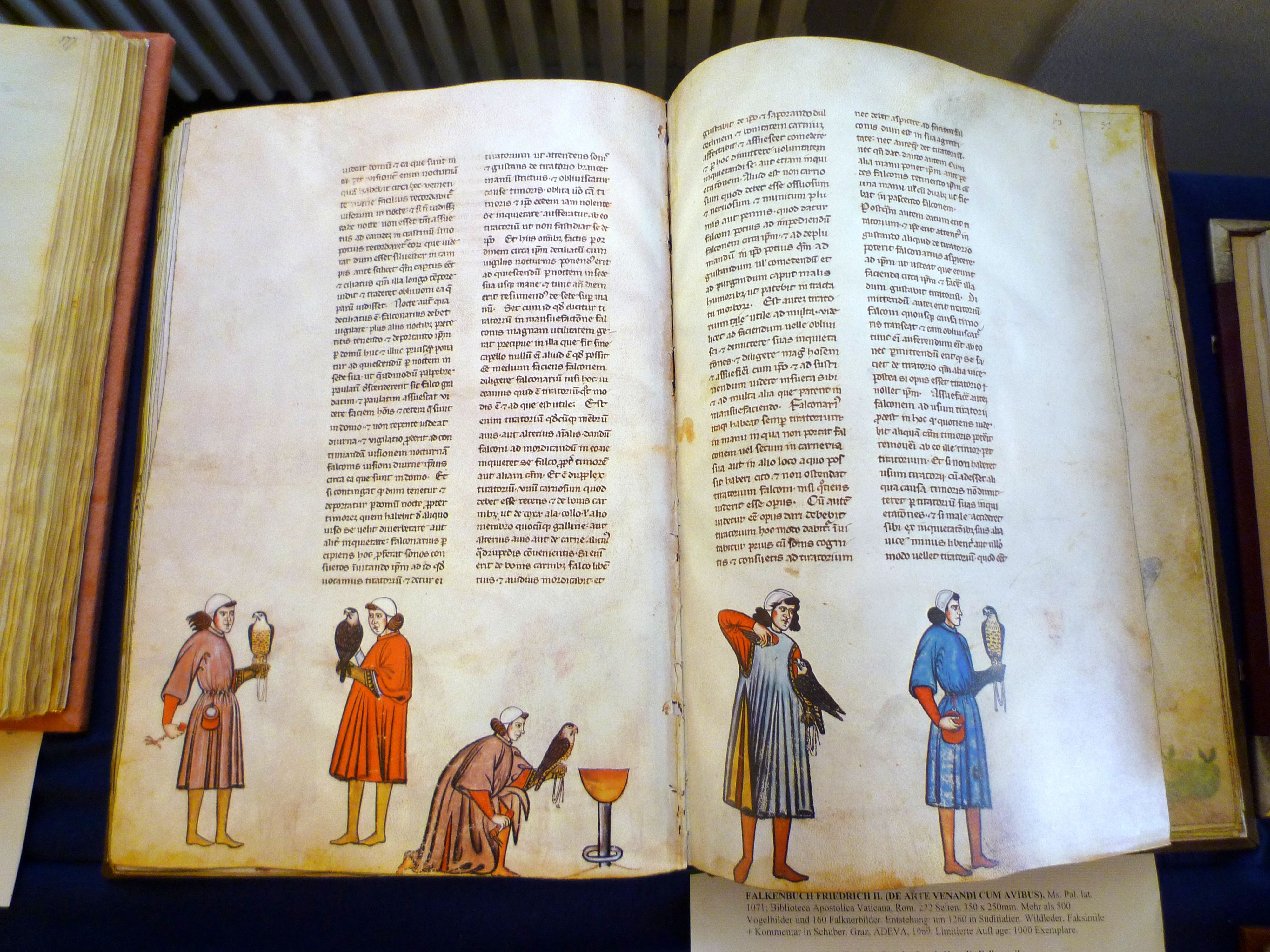
el tractat De arte venandi cum avibus.

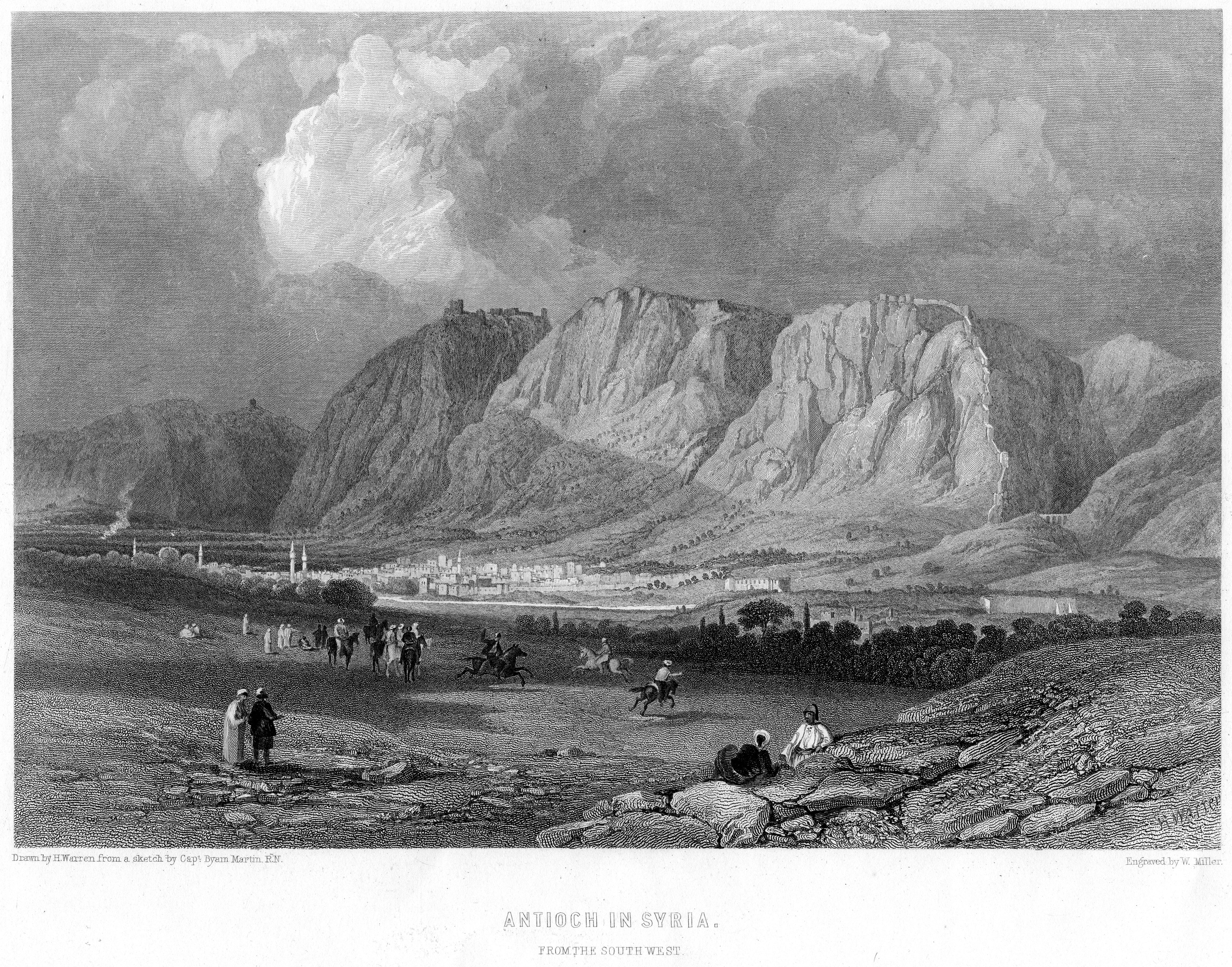

L'excel·lent coneixement que Teodore d'Antioquia tenia de la llengua llatina i de la llengua àrab es va posar de manifest en la traducció, encarregada l'any 1236 per l'emperador Frederic II Hohenstaufen, del tractat de falconeria de Moamin. Aquest, en llatí es va convertir en el De scientia venandi per aves, i sovint és citat com a Moamin llatí, on l'emperador va participar en la redacció i traducció d'alguns capítols. La traducció completa del text es va fer sobre uns 27 capítols, i va ser una bona introducció a l'obra De arte venandi cum avibus, un tractat amb moltes il·lustracions i que esdevingué un autèntic manual de la Falconeria practicada per Frederic II i la seva cort, en els diferents castells de la normands que solien utilitzar-se com a residència dels vedats de caça. Es tracta d'una obra mestra de la traducció, i de l'art medieval, símbol de l'emperador i la seva cort, de la qual el Mestre Teodor en va formar part, ja al començament del 1230.
L'original del tractat es va perdre pel mateix emperador en la batalla de la Victòria, encara que hi ha una còpia de l'època en un bon estat conservada als Museus Vaticans de Roma.

## Obres
- Diplomàtic, en 1236, va ser un enviat del sultà d'Egipte
- Traduccions de l'àrab, per l'emperador Frederic II, traduït d'un text àrab composta pel falconer àrab Moamin, va ser la precursora del De arte venandi cum avibus
- Traduccions dels textos, algunes traduccions dels escrits del pròxim Orient i el Magrib
- El tractat d'Higiene, la va escriure per l'emperador com un tractat d'Higiene i cura personal
- Epístola, és dedicada perTeodor d'Antioquia, al matemàtic Leonardo Fibonacci
- Versions llatines, s'encarrega i escriu la versió en llengua llatina de l'assaig Secretum secretorum d'Aristòtil